# کمرون دولین
کمرون دولین (انگلیسی: Cameron Devlin؛ زادهٔ ۷ ژوئن ۱۹۹۸) بازیکن فوتبال اهل استرالیا است.
از باشگاه‌هایی که در آن بازی کرده‌است می‌توان به باشگاه فوتبال سیدنی اشاره کرد.
وی همچنین در تیم‌های ملی فوتبال زیر ۲۳ سال استرالیا، و استرالیا بازی کرده‌است.